# Firefrost Arcanum
Firefrost Arcanum – pierwszy album studyjny polskiej grupy muzycznej Vesania. Wydawnictwo ukazało się 25 marca 2003 roku nakładem wytwórni muzycznej Empire Records. W Stanach Zjednoczonych i w Europie płyta została wydana przez firmę Crash Music Inc. Nagrania zostały zarejestrowane, zmiksowane i zmasterowane w olsztyńskim Selani Studio pomiędzy jesienią a latem 2002 roku. Kompozycje zostały wyprodukowane przez Szymona Czecha oraz zespół Vesania.  

## Lista utworów
Opracowano na podstawie materiału źródłowego.
| Nr  | Tytuł utworu                     | Słowa                | Muzyka            | Długość |
| --- | -------------------------------- | -------------------- | ----------------- | ------- |
| 1.  | „Path 1. Mystherion Crystaleyes” | Tomasz Wróblewski    | Tomasz Wróblewski | 05:31   |
| 2.  | „Path 2. Introit Algor”          | utwór instrumentalny | Krzysztof Oloś    | 00:35   |
| 3.  | „Path 3. Nova Persei”            | Tomasz Wróblewski    | Tomasz Wróblewski | 08:46   |
| 4.  | „Path 4. Algorfocus Nefas”       | utwór instrumentalny | Krzysztof Oloś    | 02:42   |
| 5.  | „Path 5. Marduke's Mazemerising” | Tomasz Wróblewski    | Tomasz Wróblewski | 04:39   |
| 6.  | „Path 6. Moonthrone Dawn Broken” | Tomasz Wróblewski    | Tomasz Wróblewski | 09:38   |
| 7.  | „Path 7. Introit Focus”          | utwór instrumentalny | Krzysztof Oloś    | 00:39   |
| 8.  | „Path 8. Daemoonion Act II”      | Tomasz Wróblewski    | Tomasz Wróblewski | 08:45   |
| 9.  | „Path 9. Introit Nefas”          | utwór instrumentalny | Krzysztof Oloś    | 00:40   |
| 10. | „Path 10. Dukedom Black”         | Tomasz Wróblewski    | Tomasz Wróblewski | 09:39   |
|     |                                  |                      |                   | 51:34   |

## Twórcy
Opracowano na podstawie materiału źródłowego.
| Zespół Vesania w składzie - Tomasz "Orion" Wróblewski – gitara, śpiew - Dariusz "Daray" Brzozowski – perkusja - Filip "Heinrich" Hałucha – gitara basowa - Krzysztof "Siegmar" Oloś – keyboard - Filip "Annahvahr" Żołyński – gitara | Produkcja - Szymon "Szymonaz" Czech – produkcja muzyczna - Krzysztof "Sado" Sadowski – zdjęcia - Jacek Wiśniewski – oprawa graficzna |